# Kenya Costta
Kenya Costta (Rio de Janeiro, 16 de maio de 1960) é uma atriz e dubladora brasileira.

## Filmografia

### Televisão
| Ano     | Título                     | Personagem                         | Notas                                              |
| ------- | -------------------------- | ---------------------------------- | -------------------------------------------------- |
| 2025    | Êta Mundo Melhor!          | Quitéria                           |                                                    |
| 2024    | No Ano que Vem             | Dona Edna                          |                                                    |
| 2022    | Sob Pressão                | Helga                              | Episódio: "8"                                      |
| 2020-21 | Perdido                    | Léia Zy                            | 3 episódios                                        |
| 2018    | O Tempo Não Para           | Curadora do Museu                  | Participação especial                              |
| 2018    | Segundo Sol                | Doutora da clínica de fertilização | Participação especial                              |
| 2016    | Velho Chico                | Secretária do Promotor             | Participação especial                              |
| 2016    | Êta Mundo Bom!             | Quitéria                           |                                                    |
| 2014    | O Caçador                  | Jacinta                            |                                                    |
| 2012    | Subúrbia                   | Dona Doca                          |                                                    |
| 2011    | Cordel Encantado           | Noca                               |                                                    |
| 2010    | Papai Noel Existe          | Regina                             | Especial de fim de ano                             |
| 2009    | Caras & Bocas              | Paulina Vasconcellos               |                                                    |
| 2009    | Força Tarefa               | Cate                               | Episódio: "Plantão Noturno"                        |
| 2008    | Três Irmãs                 | Iracema                            |                                                    |
| 2007    | Sete Pecados               | Rita                               |                                                    |
| 2006    | Um Menino Muito Maluquinho | Hilda                              | Episódio: "Eu Não Sei Arrumar, Eu Só Sei Bagunçar" |
| 2005    | Mano a Mano                | Rita                               |                                                    |
| 2002    | Esperança                  | Noêmia                             | Episódios: "19–20 de junho"                        |
| 2001    | As Filhas da Mãe           | Leda                               | [ 2 ]                                              |
| 1994    | Incidente em Antares       | Dominique Duplessis                |                                                    |

### Cinema
| Ano  | Título                  | Personagem | Notas          |
| ---- | ----------------------- | ---------- | -------------- |
| 2025 | Um Lobo Entre os Cisnes | Senhora    |                |
| 2010 | Operação Mamãe          |            | Curta-metragem |

### Teatro
- 2000 - Ai, Ai, Brasil
- 2013 - Mulheres de Nelson
- 2014 - Casa de Cómodos